# 真鶴車站
真鶴車站（日语：／ Manazuru eki */?）是由東日本旅客鐵道（JR東日本）所經營的鐵路車站，位於日本神奈川縣足柄下郡真鶴町真鶴。本站是JR東日本東海道本線的車站，也是真鶴町的主要車站，在管轄上位於JR東日本橫濱支社的範圍內。站內設有綠窗口。
在1987年日本國鐵分割民營化時，日本貨物鐵道（JR貨物）也曾在本站設置貨運車站，但已於2006年時廢站。

## 歷史
東海道本線開通以前的1896年 - 1923年，人車鐵道、輕便鐵道豆相人車鐵道（之後的熱海鐵道）於車站附近設有「真鶴站」。1922年 - 1923年兩站為轉乘站。

### 年表
- 1922年（大正11年）12月21日：國鐵熱海線國府津站 - 本站開通。
- 1924年（大正13年）10月1日：熱海線本站 - 湯河原站開通。
- 1934年（昭和9年）12月1日：所屬線從熱海線劃為東海道本線。
- 1970年（昭和45年）5月20日：貨物處理業務廢除。
- 1972年（昭和47年）3月15日：行李處理業務廢除。
- 1977年（昭和52年）5月27日：上行線26輛編組貨物列車有16輛脫軌，其中12輛翻覆。無人傷亡[2]。
- 1981年（昭和56年）10月1日：特急「踊子號」部分列車（上下2班）增停本站[3]。
- 1987年（昭和62年）
  - 3月31日：恢復貨物處理業務再開，但未運行定期貨物列車。
  - 4月1日：國鐵分割民營化，成為JR東日本、JR貨物車站。
- 1989年（平成元年）3月11日：成為快速「ACTY」停靠站，特急「踊子號」取消停靠[4]。
- 2001年（平成13年）11月18：IC卡「Suica」啟用。
- 2003年（平成15年）5月31日：本站結束碎石運輸業務[5]。
- 2006年（平成18年）4月1日：JR貨物車站廢除，貨物處理業務結束[6]。
- 2015年（平成27年）7月10日：更新為新型自動驗票閘門。
- 2016年（平成28年）8月15日：付費區與月台層的電扶梯全日以上行運轉。

## 車站構造
真鶴車站是一設有一座島式月台、兩條乘車線的地面車站。月台較為彎曲。除了上下本線，上下各有一條待避線。
站房與月台間有地下道連通。
本站為直營站，管理根府川站。站內設有Suica對應自動驗票閘門、指定席售票機、綠色窗口。

### 月台配置
| 月台 | 路線     | 方向 | 目的地                                                  |
| ---- | -------- | ---- | ------------------------------------------------------- |
| 1    | 東海道線 | 下行 | 熱海、伊東、沼津方向                                    |
| 2    | 東海道線 | 上行 | 橫濱、川崎、品川、東京、宇都宮、高崎方向 （上野東京線） |

（來源：JR東日本:車站構內圖 （页面存档备份，存于））

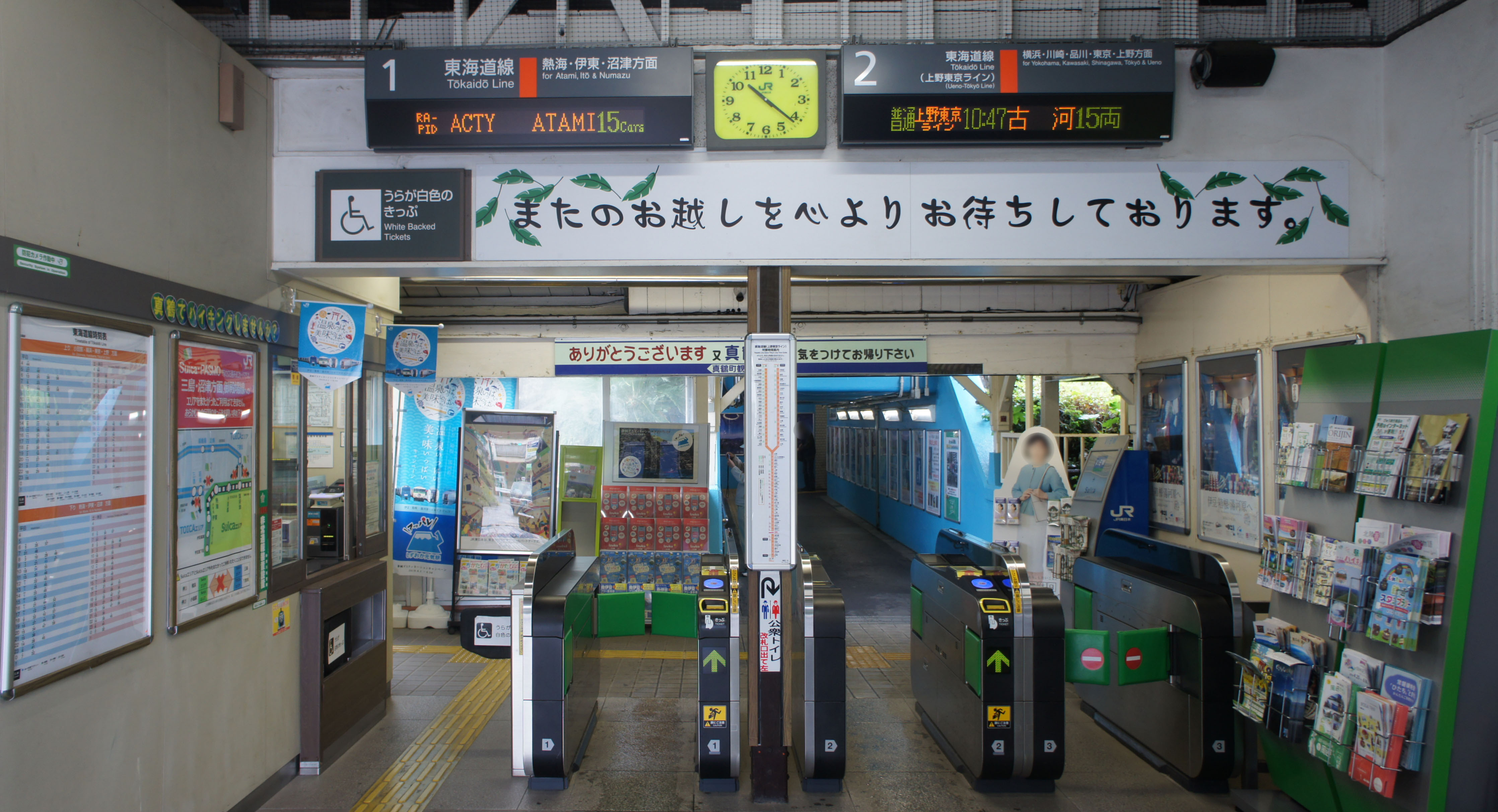
閘口
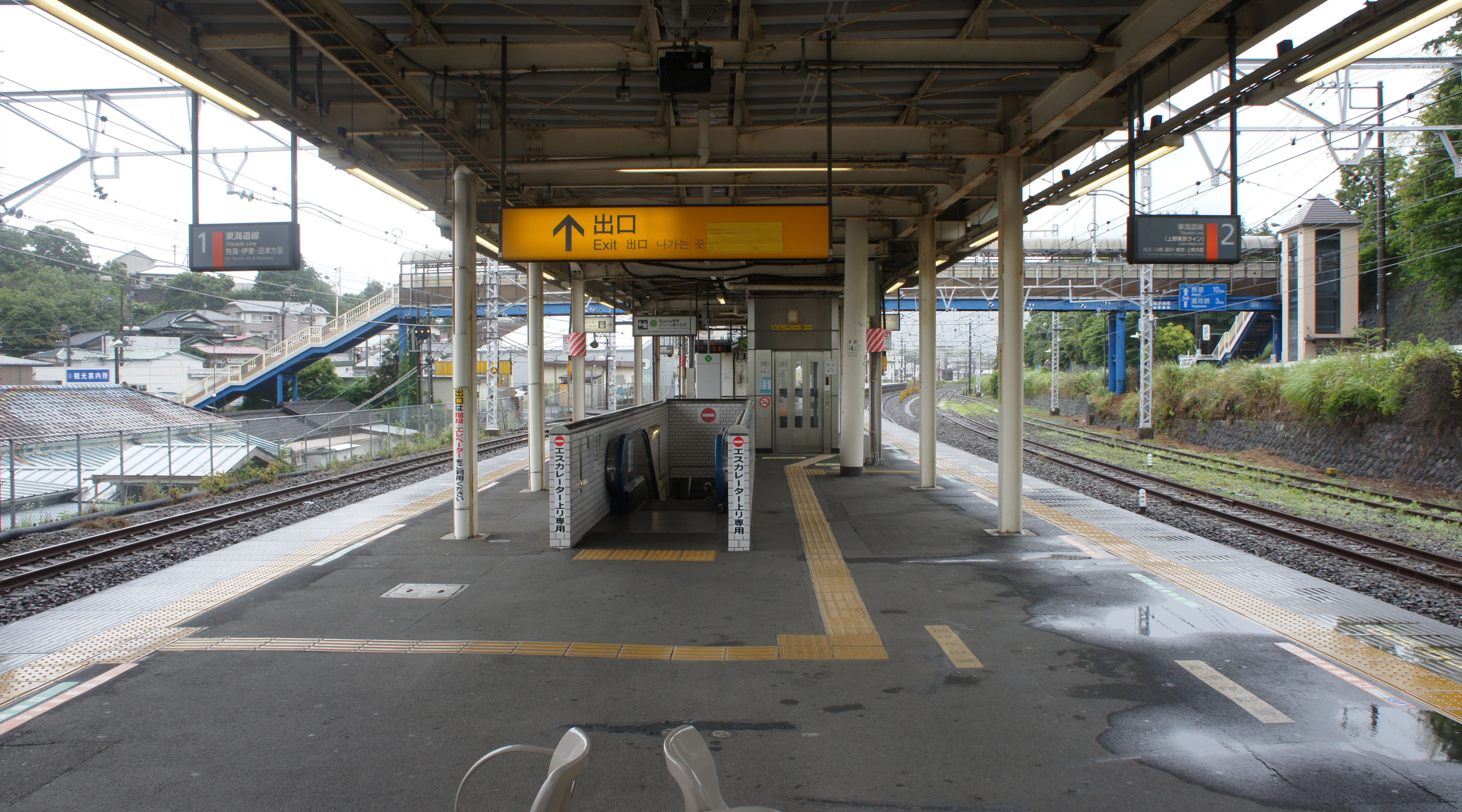
月台
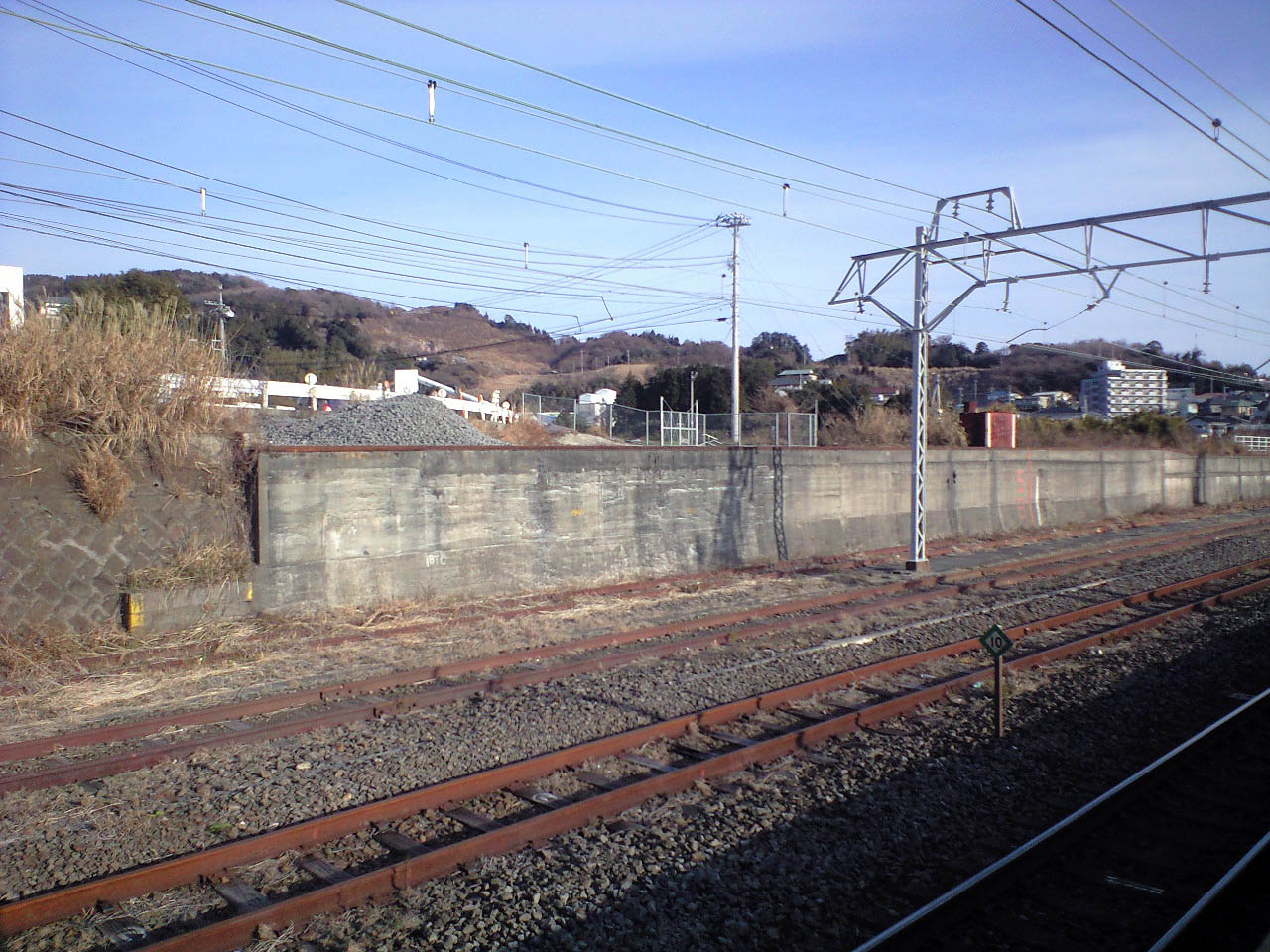
碎石裝載設備

## 利用狀況
2019年（令和元年）度1日平均上車人次為3,133人。
近年的推移如下表。
| 年度               | 1日平均 上車人次 | 來源     |
| ------------------ | ---------------- | -------- |
| 1995年（平成07年） | 5,091            | [ * 1 ]  |
| 1998年（平成10年） | 4,928            | [ * 2 ]  |
| 1999年（平成11年） | 4,844            | [ * 3 ]  |
| 2000年（平成12年） | 4,779            | [ * 3 ]  |
| 2001年（平成13年） | 4,545            | [ * 4 ]  |
| 2002年（平成14年） | 4,300            | [ * 5 ]  |
| 2003年（平成15年） | 4,314            | [ * 6 ]  |
| 2004年（平成16年） | 4,213            | [ * 7 ]  |
| 2005年（平成17年） | 4,161            | [ * 8 ]  |
| 2006年（平成18年） | 4,153            | [ * 9 ]  |
| 2007年（平成19年） | 4,141            | [ * 10 ] |
| 2008年（平成20年） | 4,070            | [ * 11 ] |
| 2009年（平成21年） | 3,948            | [ * 12 ] |
| 2010年（平成22年） | 3,781            | [ * 13 ] |
| 2011年（平成23年） | 3,669            | [ * 14 ] |
| 2012年（平成24年） | 3,642            | [ * 15 ] |
| 2013年（平成25年） | 3,574            | [ * 16 ] |
| 2014年（平成26年） | 3,456            | [ * 17 ] |
| 2015年（平成27年） | 3,444            | [ * 18 ] |
| 2016年（平成28年） | 3,376            | [ * 19 ] |
| 2017年（平成29年） | 3,356            |          |
| 2018年（平成30年） | 3,298            |          |
| 2019年（令和元年） | 3,133            |          |

## 車站周邊

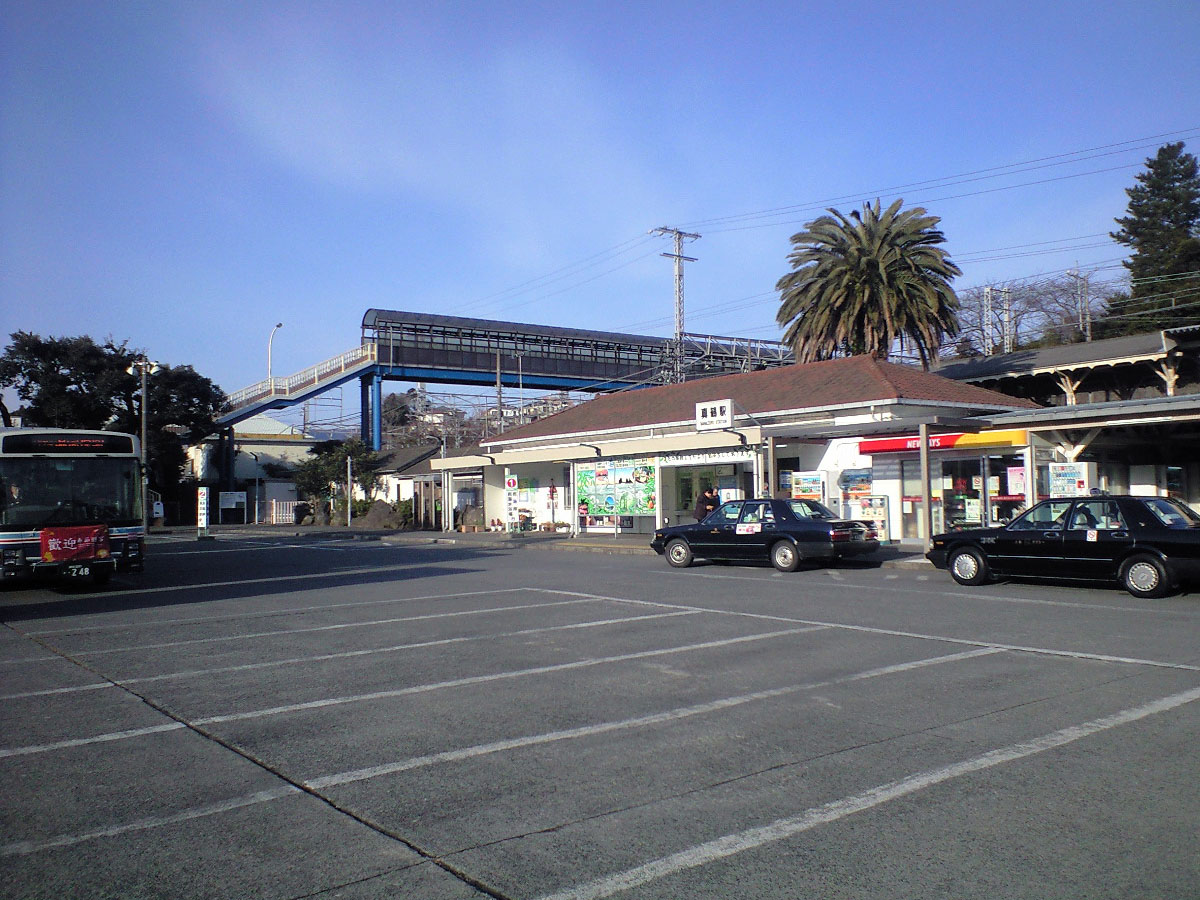
站前

站名與町名念作「まなづる」，大字念作「まなつる」。

### 公共設施
- 真鶴町役場
- 真鶴圖書館
- 真鶴町立體育館
- 真鶴地域情報中心
- 真鶴町民中心（真鶴町公民館）
- 真鶴町立社區真鶴
- 岩接觸館
- 湯河原町健康廣場

### 教育
- 真鶴町立真鶴中學校（日语：真鶴町立真鶴中学校）
- 真鶴町立真鶴小學校（日语：真鶴町立まなづる小学校）
- 湯河原町立東台福浦小學校（日语：湯河原町立東台福浦小学校）
- 橫濱國立大學臨海環境中心

### 醫療
- 真鶴町國民健康保險診療所

### 金融機關、郵局
- JA神奈川西湘（日语：かながわ西湘農業協同組合）真鶴站前支店
- 相模信用金庫（日语：さがみ信用金庫）真鶴站前支店
- 真鶴郵便局
- 真鶴港郵便局

### 商店
- 小田原百貨店（日语：小田原百貨店）真鶴店
- Seijo（日语：セイジョー）真鶴店

### 道路
- 國道135號（日语：国道135号）
- 神奈川縣道740號小田原湯河原線（日语：神奈川県道740号小田原湯河原線）
- 真鶴道路（日语：真鶴道路）
- 小田原湯河原廣域農道（日语：小田原湯河原広域農道）
- 白銀林道（日语：白銀林道）

### 漁港
- 岩漁港（日语：岩漁港）
- 真鶴漁港
- 福浦漁港（日语：福浦漁港 (神奈川県)）

### 海水浴場
- 岩海岸 - 岩海水浴場（日语：岩海水浴場）（源賴朝船出之濱）
- 吉濱海岸 - 湯河原海水浴場

### 公園
- 神奈川縣立真鶴半島自然公園（日语：神奈川県立真鶴半島自然公園） - 箱根地質公園（日语：箱根ジオパーク）
  - 真鶴岬（日语：真鶴岬）（三石、三石海岸）
  - Cape真鶴
- 御林展望公園（日语：お林展望公園）
  - 御林展望公園高爾夫球場
- 荒井城址公園（日语：荒井城址公園）
- 星山公園 皋月杜鵑之鄉
- 湯河原町綜合運動公園
  - 高爾夫球場
  - 夢公園

### 神社佛閣
- 貴船神社（日语：貴船神社 (真鶴町)）
- 津島神社（日语：津島神社_(真鶴町)）
- 西念寺（日语：西念寺）
  - 黑田長政供養之碑（日语：黒田長政供養の碑）（小松石、本小松石（日语：本小松石）先代石工之碑）
- 瀧門寺（日语：瀧門寺）
  - 五層塔與頌德碑
  - 寶篋印塔
- 常泉寺（日语：常泉寺）

## 巴士路線
真鶴站
- 箱根登山巴士[9]、伊豆箱根巴士（日语：伊豆箱根バス）[10]、湯河原町社區巴士[11]、真鶴町社區巴士
  - 1號乘車處
    - 岩 (真鶴町)（日语：岩 (真鶴町)）（真鶴町）[10]

  - 2號乘車處
    - 湯河原站（經吉濱）（伊豆箱根）[10]

  - 3號乘車處
    - Cape真鶴（經山下濱）（伊豆箱根）[10]
    - 中川一政（日语：中川一政）美術館（經幼稚園前）（伊豆箱根）[10]

  - 4號乘車處
    - 湯河原站（經天保山、役場前（湯河原町））（箱根登山）[9]

  - 5號乘車處
    - 湯河原站（經長窪舊道）（箱根登山）[9]

  - 6號乘車處
    - 湯河原站（經天保山、Yaohan、吉濱小學校）（湯河原町社區巴士）[11]
    - 湯河原站（經夢公園）（湯河原町社區巴士）※全日3班[11]

  - 7號乘車處
    - 湯河原站（經福浦新道）（箱根登山）[9]
    - 小田原站東口（經新道）（箱根登山） ※ 平日1班[9]

## 相鄰車站
東日本旅客鐵道
 東海道線
根府川（JT 18）－真鶴（JT 19）－湯河原（JT 20）

### 使用情況
JR東日本2000年度以後的上車人次
1. ↑  各駅の乗車人員（2000年度） （页面存档备份，存于） - JR東日本
2. ↑  各駅の乗車人員（2001年度） （页面存档备份，存于） - JR東日本
3. ↑  各駅の乗車人員（2002年度） （页面存档备份，存于） - JR東日本
4. ↑  各駅の乗車人員（2003年度） （页面存档备份，存于） - JR東日本
5. ↑  各駅の乗車人員（2004年度） （页面存档备份，存于） - JR東日本
6. ↑  各駅の乗車人員（2005年度） （页面存档备份，存于） - JR東日本
7. ↑  各駅の乗車人員（2006年度） （页面存档备份，存于） - JR東日本
8. ↑  各駅の乗車人員（2007年度） （页面存档备份，存于） - JR東日本
9. ↑  各駅の乗車人員（2008年度） （页面存档备份，存于） - JR東日本
10. ↑  各駅の乗車人員（2009年度） （页面存档备份，存于） - JR東日本
11. ↑  各駅の乗車人員（2010年度） （页面存档备份，存于） - JR東日本
12. ↑  各駅の乗車人員（2011年度） （页面存档备份，存于） - JR東日本
13. ↑  各駅の乗車人員（2012年度） （页面存档备份，存于） - JR東日本
14. ↑  各駅の乗車人員（2013年度） （页面存档备份，存于） - JR東日本
15. ↑  各駅の乗車人員（2014年度） （页面存档备份，存于） - JR東日本
16. ↑  各駅の乗車人員（2015年度） （页面存档备份，存于） - JR東日本
17. ↑  各駅の乗車人員（2016年度） （页面存档备份，存于） - JR東日本
18. ↑  各駅の乗車人員（2017年度） （页面存档备份，存于） - JR東日本
19. ↑  各駅の乗車人員（2018年度） （页面存档备份，存于） - JR東日本
20. ↑  各駅の乗車人員（2019年度） （页面存档备份，存于） - JR東日本

神奈川縣縣勢要覽
1. ↑  線区別駅別乗車人員（1日平均）の推移PDF - 17ページ
2. ↑  神奈川県県勢要覧（平成12年度）- 220ページ
3. 1 2  神奈川県県勢要覧（平成13年度）PDF - 222ページ
4. ↑  神奈川県県勢要覧（平成14年度）PDF - 220ページ
5. ↑  神奈川県県勢要覧（平成15年度）PDF - 220ページ
6. ↑  神奈川県県勢要覧（平成16年度）PDF - 220ページ
7. ↑  神奈川県県勢要覧（平成17年度）PDF - 222ページ
8. ↑  神奈川県県勢要覧（平成18年度）PDF - 222ページ
9. ↑  神奈川県県勢要覧（平成19年度）PDF - 224ページ
10. ↑  神奈川県県勢要覧（平成20年度）PDF - 228ページ
11. ↑  神奈川県県勢要覧（平成21年度）PDF - 238ページ
12. ↑  神奈川県県勢要覧（平成22年度）PDF - 236ページ
13. ↑  神奈川県県勢要覧（平成23年度）PDF - 236ページ
14. ↑  神奈川県県勢要覧（平成24年度）PDF - 232ページ
15. ↑  神奈川県県勢要覧（平成25年度）PDF - 234ページ
16. ↑  神奈川県県勢要覧（平成26年度）PDF - 236ページ
17. ↑  神奈川県県勢要覧（平成27年度）PDF - 236ページ
18. ↑  神奈川県県勢要覧（平成28年度）PDF - 244ページ
19. ↑  神奈川県県勢要覧（平成29年度）PDF - 236ページ

## 外部連結
- 車站資訊（真鶴）：東日本旅客鐵道

35°9′24.43″N 139°7′56.74″E / 35.1567861°N 139.1324278°E